# Amblyaspis
Amblyaspis is een geslacht van vliesvleugelige insecten uit de familie Platygastridae.

## Soorten
- A. abas (Walker, 1835)
- A. aliena (Nees, 1834)
- A. angustula (Thomson, 1859)
- A. belus (Walker, 1835)
- A. crates (Walker, 1835)
- A. dolichosoma Buhl, 2001
- A. forticornis (Nees, 1834)
- A. furius (Walker, 1835)
- A. fuscicornis Thomson, 1859
- A. lasiophila Kieffer, 1913
- A. longiventris Thomson, 1859
- A. nereus (Walker, 1835)
- A. nodicornis (Ratzeburg, 1844)
- A. norvegica Kieffer, 1912
- A. otreus (Walker, 1835)
- A. prorsa (Walker, 1835)
- A. roboris (Haliday, 1835)

- A. rufistilus Kieffer, 1913
- A. rufithorax Kieffer, 1913
- A. rufiventris Kieffer, 1913
- A. scelionoides (Haliday, 1835)
- A. scutellaris Kieffer, 1914
- A. strandi Kieffer, 1912
- A. tritici (Walker, 1835)
- A. vitellinipes Kieffer, 1913
- A. walkeri Foerster, 1861